# Ponta da Fragata
Punta de la Fragata (en portugués: Ponta da Fragata) es una punta situada en el sureste de la isla de Sal en el país africano de Cabo Verde. La punta lleva ese nombre por una fragata que se hundió en algún lugar cerca de acá en la década de 1960 junto con el chocolate que estaba siendo enviado desde la región del Congo a Dinamarca en el centro-norte de Europa, la fragata fue vista en la mayor parte de la mitad sur de la isla y se hundió decenas de metros bajo el mar nivel, con el tiempo la fragata abandonada se derrumbó en el océano y ya no es posible observarla.